# Braunsapis natalica
Braunsapis natalica là một loài Hymenoptera trong họ Apidae. Loài này được Michener mô tả khoa học năm 1970.
Loài này phân bố ở Zimbabwe.